# Josu Agirre
Pour les articles homonymes, voir Agirre.
Josu Agirre Aseginolaza, né le 23 mai 1981 à Tolosa, est un coureur cycliste espagnol.

## Biographie
Il fait ses débuts professionnels en 2006 au sein de l'équipe continentale espagnole Orbea. De 2008 à 2009, il est membre de l'équipe UCI Pro Tour Euskaltel-Euskadi. Non conservé en 2010, il se retrouve sans équipe.

## Palmarès
- 2003
  - Mémorial Gervais
- 2004
  - Champion du Pays basque du contre-la-montre
  - Mémorial Cirilo Zunzarren
  - Trophée Eusebio Vélez
  - Subida a Altzo
  - 2e étape du Giro delle Valli Cuneesi
  - 2e du Mémorial Gervais
- 2005
  - Pentekostes Saria
  - 2e de la Subida a Altzo
  - 3e de la Prueba Alsasua
- 2006
  - 1re étape de la Tour de la communauté de Madrid (contre-la-montre)

## Résultats sur les grands tours

### Tour d'Italie
1 participation
- 2008 : 138e

## Classements mondiaux
| Année           | 2006 | 2007 |
| --------------- | ---- | ---- |
| UCI Europe Tour | 594e | 890e |